# Kalimanići (Serbia)
Kalimanići (cyr. Калиманићи) – wieś w Serbii, w okręgu morawickim, w gminie Gornji Milanovac. W 2011 roku liczyła 139 mieszkańców.